# Łańcuszek bazypetalny

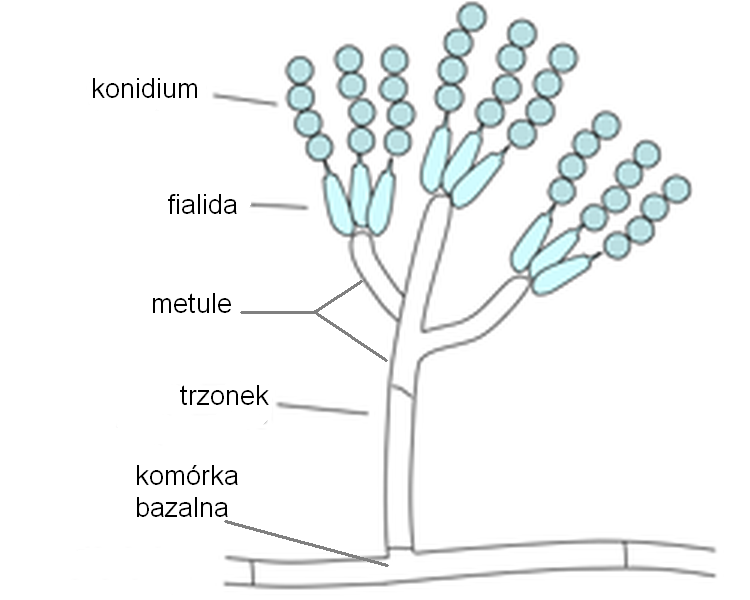
Powstające na fialidach bazypedialne łańcuszki u Penicillium

Łańcuszek bazypetalny – wytwarzany w procesie konidiogenezy u niektórych grzybów szereg połączonych z sobą zarodników konidialnych powstający z tej samej komórki konidiotwórczej. W takim łańcuszku najmłodszy zarodnik znajduje się u jego podstawy (przy komórce konidiotwórczej), najstarszy zaś na szczycie łańcuszka. Takie bazypedialne łańcuszki konidiów tworzą np. gatunki Penicillium, Erysiphe i in.
Przeciwieństwem łańcuszka bazypetalnego jest łańcuszek akropetalny, w którym wytworzone przez komórkę konidiotwórczą konidium samo staje się komórką konidiotwórczą dla następnego konidium. Najmłodsze konidium znajduje się wówczas na szczycie łańcuszka, najstarsze u jego podstawy.